# Beavis et Butt-Head se font l'Amérique
Série
Beavis et Butt-head se font l'Univers
(2022)
Pour plus de détails, voir Fiche technique et Distribution.
Beavis et Butt-Head se font l'Amérique (Beavis and Butt-Head Do America) est un film d'animation américain réalisé par Mike Judge sorti en 1996.

## Fiche technique
- Titre original : Beavis and Butt-Head Do America
- Titre français : Beavis et Butt-Head se font l'Amérique
- Réalisation : Mike Judge, Yvette Kaplan et Brian Mulroney
- Scénario : Mike Judge et Joe Stillman
- Direction artistique : Jeff Buckland
- Photo : David J. Miller
- Son : John Benson
- Montage : Gunter Glinka, Terry Kelley et Neil Lawrence
- Animateur : Yvette Kaplan
- Musique : John Frizzell
- Distribution : Paramount Pictures
- Budget : 12 000 000 $
- Pays de production :  États-Unis
- Langue : anglais
- Dates de sortie : 
  - États-Unis : 15 décembre 1996 	(Los Angeles, Californie) (première)
  - France : 2 juillet 1997

## Distribution

### Voix originales
- Mike Judge : Beavis / Butt-Head / Tom Anderson / Mr. Van Driessen / Principal McVicker
- Bruce Willis : Muddy Grimes
- Demi Moore : Dallas Grimes
- Cloris Leachman : Martha, the old woman
- Robert Stack : ATF Agent Flemming
- Greg Kinnear : ATF Agent Bork (non crédité)
- Richard Linklater : Tour Bus Driver
- Dale Reeves : Bill Clinton

### Voix françaises
- Nicolas Marié : Beavis / Butt-Head
- Antoine Tomé : Muddy / Bill Clinton
- Juliette Degenne : Dallas
- Jacques Deschamps : Agent Flemming
- François Dunoyer : Agent Bork
- Colette Venhard : Martha, la vieille dame
- Hervé Caradec : Tom Anderson
- Jérôme Rebbot : Monsieur Van Driessen
- Jean-Claude Sachot : principal McVicker
- Arnaud Arbessier : voix additionnelle
- Françoise Cadol (incertain) : voix additionnelle
- Tony Joudrier (incertain) : voix additionnelle
- Jérôme Keen (incertain) : voix additionnelle
- Jean-François Kopf : voix additionnelle
- Sylvain Lemarié : voix additionnelle
- Patrice Melennec : voix additionnelle
- Guillaume Orsat : voix additionnelle

Source et légende : Version française (VF) sur Forum Doublage Francophone .

## Autour du film
Ce film est l'adaptation en long-métrage des aventures des deux ados les plus crétins d'Amérique.
À la recherche de leur télé volée, les deux garçons se trouvent embarqués dans une histoire de règlement de comptes et de virus ultra puissant. Le scénario est digne d'un mauvais film catastrophe et finalement n'a que peu d'intérêt, il sert surtout à justifier les pérégrinations de Beavis et Butt-Head à travers les États-Unis. Les deux sèment la panique, mobilisent toute la police du pays sans s'en rendre compte.
Le film est une féroce critique du système de défense américain, de sa paranoïa, de ses dérives : avec par exemple les fouilles au corps systématiques ("et profondément!") de l'agent Hurly, la brutalité des agents qui tabassent tout le monde pour un rien. Les pouvoirs politiques sont également visés, en montrant notamment des sénateurs riant aux blagues salaces des héros.
La télévision est aussi égratignée : l'histoire commence par le vol du poste des deux garçons. Sa disparition est le seul moyen de les faire sortir de leur apathie. Tout au long de leur voyage, ils semblent être complément déconnectés de la réalité, ressentant toutes leurs péripéties à travers des références télévisuelles.
Le film fut le plus grand démarrage en décembre dans l'histoire du box office, avant de se faire battre un an plus tard par Scream, le film d'horreur de Wes Craven tient le record une semaine avant d'être à son tour battu par le film de James Cameron Titanic.
C'est aussi l'un des rares films où Bruce Willis n'est pas doublé en français par Patrick Poivey, remplacé ici par Antoine Tomé.